# Antholoba perdix
Antholoba perdix is een zeeanemonensoort uit de familie Actinostolidae.
Antholoba perdix is voor het eerst wetenschappelijk beschreven door Verrill in 1882.